# Anholt
Anholt sziget Dániában, a Kattegat tengerszorosban. 21,75 km²-en terül el, és 160 állandó lakosa van. Közigazgatásilag Norddjurs községhez tartozik.

## Történelem
A sziget sokáig a Dániához tartozó Halland tartomány része volt. A 16. században épült itt az első templom. 1645-ben, amikor a Brömsebroi béke értelmében Halland először ideiglenesen (majd a roskildei béke alapján végleg) Svédországhoz került, Anholt dán fennhatóság alatt maradt.
1808 és 1814 között brit megszállás alatt volt. Az Ágyúnaszád-háborúban a dánok megpróbálták visszafoglalni, de az Anholti csata (1811. március 27.) döntő brit győzelmet hozott, és a dán oldalon számos áldozatot szedett.
A 2007-es közigazgatási reform előtt Grenå községhez tartozott.

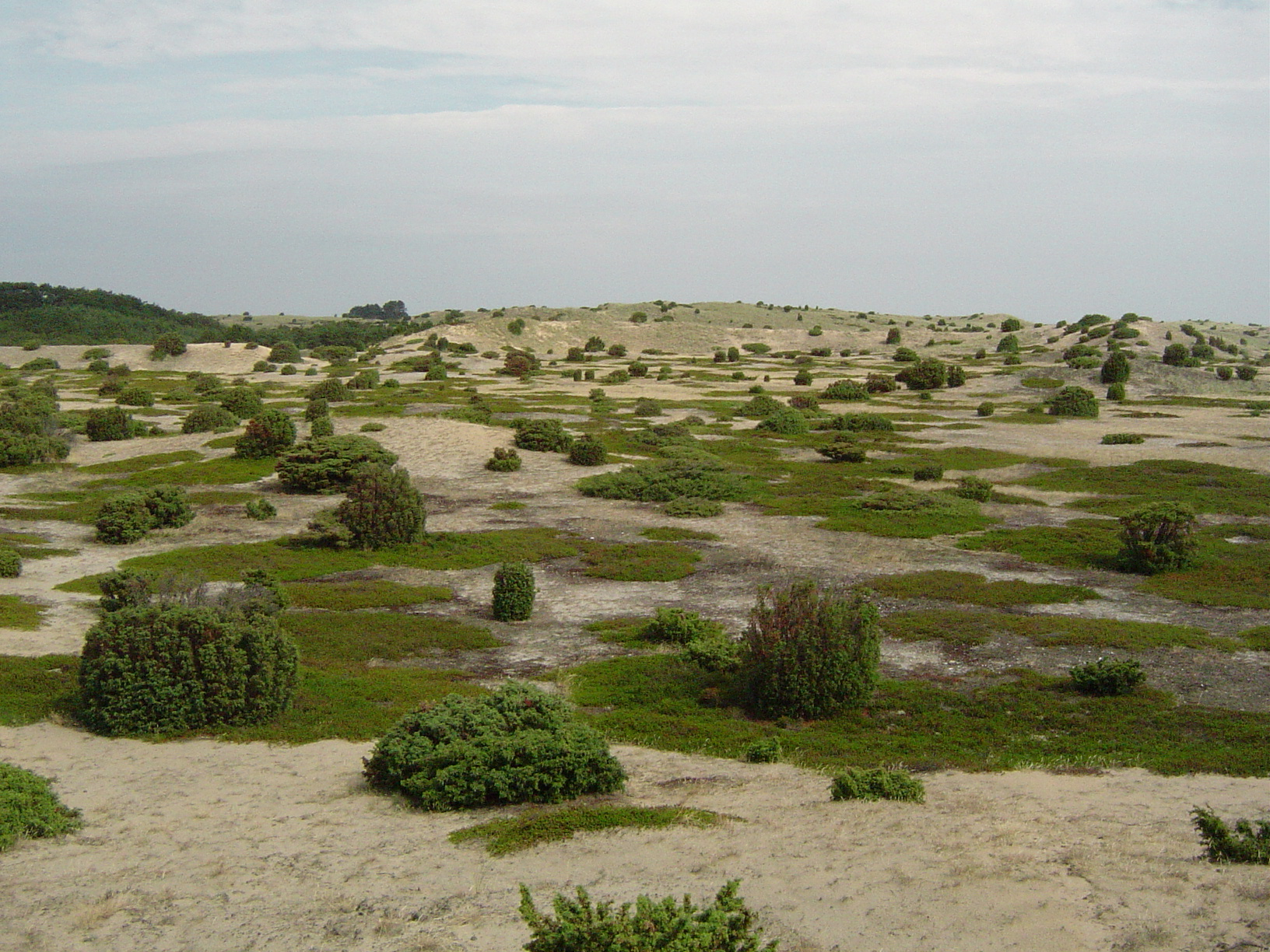
Anholti táj homokdűnékkel

## Közlekedés
A sziget komppal érhető el Grenåból.

## Fordítás
- Ez a szócikk részben vagy egészben az Anholt (Denmark) című angol Wikipédia-szócikk ezen változatának fordításán alapul.  Az eredeti cikk szerkesztőit annak laptörténete sorolja fel. Ez a jelzés csupán a megfogalmazás eredetét és a szerzői jogokat jelzi, nem szolgál a cikkben szereplő információk forrásmegjelöléseként.

## Külső hivatkozások
- Idegenforgalmi oldal (dán, angol)